# 의사소통 행위 이론
의사소통 행위 이론(독일어: Theorie des kommunikativen Handelns)은 철학자 위르겐 하버마스가 쓴 1981년 두 권의 책으로, 저자는 사회과학 논리에 나와 있던 "언어이론"의 토대를 마련하는 그의 프로젝트를 계속하고 있다. 이 두 권은 하버마스가 의사소통 합리성의 개념을 확립한 이성과 사회의 합리화 (Handlung Rationalisität dundsellschaftlichhe Rationalisierung)와 라이프월드 및 시스템이다. 기능주의적 이성 비판(Zur Kritik der funkionalistchen Vernunft)은 하버마스가 사회의 두 가지 수준의 개념을 만들고 현대성에 대한 비판 이론을 제시한다.
의사소통의 행동 이론을 쓴 후, 하버마스는 의사소통의 행동 이론을 도덕, 민주주의, 그리고 법에 대한 그의 이론의 기초로 이용함으로써 확장했다. 이 작품은 사회 이론가들과 철학자들에 의해 많은 반응을 불러일으켰고, 1998년 국제 사회학 협회에 의해 20세기의 여덟 번째 가장 중요한 사회학 책으로 선정되었다.

## 이론
의사소통 행위 이론은 도구적 또는 객관적 용어가 아니라 오히려 해방적 의사소통 행위에 근거하지 않는 이성의 개념을 재구성하는 중요한 프로젝트이다. 이 재구성은 "인간의 행동과 이해는 언어 구조를 가진 것으로 결실적으로 분석될 수 있다"고 제안하며, 각각의 발언은 불필요한 지배로부터의 자유에 대한 기대치에 의존한다. 이러한 의사소통 언어 구조는 사회에 대한 규범적 이해를 확립하는데 사용될 수 있다. 이 사회의 개념은 "현대성의 역설에 맞춘 사회생활 문맥의 개념화를 가능하게 하기 위해" 사용된다.
이 프로젝트는 하버마스의 저서 《지식과 인간의 이익》(1968)이 비평적으로 받아들여진 후 시작되었다.그 후, 하버마스는 커뮤니케이션 행동의 이론이 되는 사회적 지식의 문맥적·역사적 분석으로부터 벗어나는 것을 선택했다. 소통행동 이론은 언어를 사회의 기본 요소로 이해하고, "시스템 이론(루만), 발전 심리학(피아제, 콜버그), 사회 이론(웨버, 더크하임, 파슨스, 미드 등)"을 통해 마르크스주의를 새롭게 하기 위한 시도이다.
처음에 "사회 상호작용의 실용주의에 대하여"에서 발전된 강의에 기초해, 그의 이론을 사회에 대한 넓은 이해로 확장시킬 수 있었다.
토머스 A 맥카시는 이렇게 말한다.
의사소통 행위 이론은 세 가지 상호 관련되는 관심사를 가지고 있다: (1) 더 이상 현대 철학과 사회 이론의 주관적이고 개인주의적인 전제들에 얽매이지 않는 합리성의 개념을 개발하는 것, (2) 생활 세계와 시스템 패러다임을 통합하는 사회의 2단계 개념을 구성하는 것, (3) 이러한 배경에서, 깨달음 프로젝트의 포기보다는 방향을 제시하는 방식으로 그것의 병리학을 분석하고 설명하는 비판적 현대 이론을 스케치한다.

## 의사소통 행위 이론, 제 1장
의사소통 행위 이론 1장 에서는 "더 이상 현대 철학과 사회 이론의 주관적이고 개인주의적인 전제들에 얽매이지 않고 제한되는 합리성의 개념을 발전시키는 것"을 설명한다. "첫 번째 철학" 또는 "의식의 철학"에 의한 궁극적인 기초를 찾는 것의 실패와 함께, 경험적으로 시험된 합리성의 이론은 과학과 사회 과학에 기초하는 실용주의 이론이 되어야 한다. 이것은 보편주의 주장은 초월적인 존재론적 가정을 사용하는 것이 아니라 역사적(및 지리적) 문맥상의 반례와의 비교를 통해서만 검증할 수 있음을 의미한다. 이로써 그는 사회학의 전통에서 의사소통 행동의 새로운 이론의 기초를 찾도록 이끈다. 그는 막스 웨버의 합리성에 대한 설명을 다시 읽고 그것이 인간의 행동에 대한 제한된 관점을 가지고 있다고 주장하면서 시작한다. 하버마스는 사회적 행동에 관한 베버의 기본적인 이론적인 가정들이 상품 생산의 조건으로부터 생겨난다고 알려진 그의 분석을 객관적 합리성의 방향으로 편중시켰다고 주장한다. 행동의 정의를 의도적, 또는 주관적인 의미를 부가한 인간의 행동이라고 하면, 베버의 행동이론은 단독의 행동 주체에 근거하고 있으며, 사회단체에 내재하는 협조 행동을 포함하지 않는다.
베버에 따르면 합리화는 (이 말을 사회학 이론에서 사용한다는 의미로) 과학, 예술, 법률의 세 가지 가치 영역을 만들어 낸다. 그에게 있어 이 근본적인 이성의 불일치는 근대화의 위험을 구성하고 있다. 이 위험은 단지 다른 조직체를 만드는 데서 오는 것이 아니라 인지적 지식, 규범적 지식, 미적 지식을 전문화함으로써 생겨나고, 일상의 의식에 침투하고, 단편화된다. 이 이유의 불일치는 문화가 합의 하에 전통적인 기반에서 이동하고 상품화에 의해 합리화되고 사람들 전체의 목적에서 분리된 이해관계를 갖는 개인에 의해 이끌리는 형성으로 향한다는 것을 의미한다.
이 '목적적 합리적 행동'은 사회적 행동의 조정 수단으로서의 구두 언어를 대신하는 국가의 '미디어'에 의해서 운영된다. 사회통합의 이 두 가지 원칙, 즉 이해와 집단적 행복을 지향하는 언어와 성공 지향 행동 시스템인 '미디어'간에 대립이 발생한다.
베버에 이어 하버마스는 전문화를 중요한 역사적 발전으로 보고 그것이 일상의 의식을 침투시키고 단편화시키는 현대성의 소외적인 영향으로 이어진다고 생각한다.
하버마스는 이 제한적 합리성의 "사회심리학적 비용"은 결국 개인이 부담하게 되는데, 이것이 바로 그가 마르크스의 역사 및 계급의식에서의 재인식 개념을 발전시킬 때 염두에 두었던 것이다. 그들은 광범위한 신경질적 질병, 중독, 정신 질환, 행동과 정서적 어려움으로 표면화된다. 혹은 범죄행위, 항의단체, 종교적 컬트에서 보다 의식적인 표현을 찾아내고 있다. 루카스는 재화가 비록 깊숙히 진행되기는 하지만, 자기반성적이고 억압적인 기관들에 의한 그것의 직업적 사용을 초월하는 합리적인 주장의 가능성에 의해 제약을 받는다고 생각했다. 하버마스는 아도르노와 호크하이머와는 대조적으로 이 낙관적인 분석에 동의하며, 자유와 화해의 이상이 언어학적으로 중재된 인간 사회의 메커니즘에 뿌리박고 있다고 생각한다.

## 의사소통 행위 이론, 제 2장
하버마스는 조지 허버트 미드와 에밀 뒤르켐 개념의 연구에서 웨버의 합리화 이론을 의식철학의 무기력에서 풀어내는 데 사용될 수 있다는 것을 발견한다. 미드의 가장 생산적인 개념은 소통의 이론적 기반이고 뒤르켐에 필요한 것은 사회 통합의 아이디어이다. 미드는 또한 인식의 사회적 특성을 강조했다: 우리의 첫 만남은 사회적이다.
이러한 기반으로부터 하버마스는 소통 행동 개념을 발전시킨다: 의사소통 행동은 상호 이해를 이루는 과정에서 문화적 지식을 전달하고 새롭게 하는 역할을 한다. 그런 다음 사회적 통합과 연대를 향한 행동을 조정한다. 마지막으로, 의사소통 행동은 사람들이 그들의 정체성을 형성하는 과정이다.
웨버의 뒤를 이어, 생활 세계의 구조적이고 제도적인 분화로부터 점점 더 복잡해지는 것이 우리의 의사소통의 체계적 합리화의 폐쇄적인 논리를 따르는 것이다. 행동 조정은 '언어'에서 '돈과 권력'과 같은 '조향 매체'로 이행되며, '보상과 처벌의 상징적 일반화'와 함께 합의 지향적인 커뮤니케이션을 우회한다. 이 과정 후에 생명 세계는 더 이상 행동의 조정에 필요하지 않다. 이로 인해 인간은 일련의 부정적인 사회적 결과와 함께 책임 의식을 잃게 된다. 생명계의 커뮤니케이션은 그 목적을 잃고 중심적인 생명프로세스의 조정에 무관하게 된다. 이것은 사회적 담론의 핵심을 찢는 효과를 가지고 있으며, 복잡한 차별화가 일어나도록 허용하지만 사회적 병리학을 희생시킨다.
"결과적으로, 체계적 메커니즘은 합의 의존적인 행동의 조정이 대체될 수 없는 분야, 즉 생명 세계의 상징적 재현이 위태로운 분야에서도 사회적 통합의 형태를 억압한다. 이 지역에서, 생명 세계의 중화는 식민지화의 형태를 띤다." 하버마스는 호크하이머와 아도르노가 앞의 웨버처럼 시스템 합리성과 행동 합리성을 혼동했다고 주장한다. 이것은 그들이 조향 매체가 차별화된 삶의 세계에 침입한 영향과 그에 따르는 행동 지향의 합리화를 해부하는 것을 막았다. 그런 다음 그들은 한편으로는 분명히 '비이성적인' 행동, 예술과 사랑, 또는 다른 한편으로는 지도자의 카리스마가 있는 영역 내에서 자발적인 대화 행동을 어떤 가치로든 식별할 수 있을 뿐이다.
하버마스에 따르면, 생명 세계는 네 가지 일이 일어날 때 조종 매체에 의해 식민지가 된다.
1. 전통적인 형태의 생명체는 해체된다.
2. 사회적 역할은 충분히 차별화된다.
3. 소외된 노동에 대한 여가 및 금전의 충분한 보상이 있다.
4. 희망과 꿈은 복지와 문화의 국가 통일에 의해 구분된다.
이러한 프로세스는 글로벌 사법 시스템을 개발함으로써 제도화된다. 여기서 그는 완전히 합법화된 합법성 개념의 한계를 나타내고 있으며, 실제로 자율적 네트워크와 그룹에 의한 더 무정부주의적 '의지 형성'을 요구한다.
대항 기관들은 공식적으로 조직된 행동 영역의 일부를 차별화하고, 이를 조향 매체의 손아귀에서 제거하고, 이러한 '해방 영역'을 이해에 도달하는 행동 조정 매체로 되돌리는 것을 목적으로 한다.
일단 우리가 베버의 지나치게 부정적인 합리화 사용에서 벗어나면, 이성에 대한 계몽주의의 이상을 새로운 시각으로 보는 것이 가능하다. 합리성은 계속되는 과정으로서 비판과 체계적 시험에 복종할 준비가 된 사고라고 다시 정의된다. 보다 넓은 정의는 합리성이란 정당한 이유를 줄 수 있는 행동에 있어서 표현되는 성질이라는 것이다.
하버마스는 이제 의사소통 합리성의 과정에 대한 예비적 정의를 내릴 준비가 되어 있다: 이것은 "합의의 달성, 지속 및 검토를 지향하는 커뮤니케이션이며, 실제로 비판할 수 있는 타당성 주장의 상호 주관적인 인식에 의존하는 합의"이다. 이 핵심 정의로 그는 합리성에 대한 우리의 개념의 강조점을 개인에서 사회로 옮긴다. 이 변화는 의사소통 행위 이론의 기본이다. 언어는 암묵적으로 사회적이고 본질적으로 합리적이라는 가정에 기초하고 있다.
어떤 종류의 논쟁은 이성적인 결과를 얻는 과정의 핵심이다. 논쟁의 여지가 있는 유효성 요구는 미결 처리되고, 체계적이고 엄격한 방법으로 그것들을 정당화하거나 비판하려는 시도가 이루어진다. 이것은 언어적 언어를 선호하는 것처럼 보이지만, 규범적 권리에 대한 주장이 주제적이고 실용적으로 시험되는 '실용적 담론'에 대해서도 허용된다. 비언어적인 형태의 문화적 표현은 종종 이 범주에 속할 수 있다.
하버마스는 논쟁적 발언이 유효한 결과를 도출할 수 있는 세 가지 통합 조건을 제안한다.
"대화가 억압과 불평등에 대해 특별한 방식으로 면역이 되는 이상적인 연설 상황 구조, 더 나은 논쟁을 위한 의식화된 경쟁의 구조들 개별 인수의 구성과 그 상호관계를 결정하는 구조"
이러한 합리적 주장의 원칙을 수용한다면, 소통적 합리성은 다음과 같다.
1. 서로 다른 유효성 청구를 만족스럽게 해결하는 프로세스
2. 사람들이 중요하다고 생각하는 표현에 대한 타당성 주장을 전달하기 위해 취하는 세계와의 관계
하버마스는 언어적 논쟁 외에 유효한 결과를 얻기 위해 사용될 수 있는 세 가지 종류의 담론을 더 논의한다: 이것들은 미학, 치료법, 그리고 설명이다. 이러한 것들은 의사소통 행위 이론에서 지켜지지 않기 때문에, 이런 것들이 2차적인 형태의 담론이라는 인상이 주어진다.
1. 중재자의 주장에 의한 미적 담론은 우리가 그 자체가 가치를 증명하는 일이나 성과를 고려하도록 한다.
"그 다음에는 미적 경험을 통해 검증된 작품이 주장을 대신할 수 있고, 그것이 진짜 작품으로 간주되는 기준에 따라 정확하게 그러한 표준의 수용을 촉진할 수 있다."
하버마스는 비평가, 큐레이터 또는 기획자의 중재가 사람들을 계몽적인 미적 경험에 끌어들이는데 필수적이라고 생각한다. 이 중재는 종종 직접 또는 국가 기관을 통해 경제적 이익에 얽매여 있다.
하버마스가 문맥의 문제를 고려할 때 그는 문화를 언급한다.
모든 이해의 과정은 문화적으로 내재된 선입견을 배경으로 이루어진다. 해석과제는 상황에 대한 다른 해석을 자신의 ...에 통합하는 것이다. 이것은 모든 경우에 해석이 안정적이고 모호하지 않게 구별되는 할당으로 이끌어야 한다는 것을 의미하지 않는다.
연설 행위는 그들에 의해 또한 변화된 맥락에 내재되어 있다. 관계는 동적이며 양방향으로 발생한다. 문맥을 고정된 배경 또는 사전 이해로 보는 것은 그것을 의사소통 행동의 범위 밖으로 밀어내는 것이다.
2. 치료적 담론은 체계적인 자기 기만을 명확히 하는 역할을 한다. 그러한 자기 기만은 일반적으로 행동의 경직성 또는 가치 판단의 편견을 남긴 개발 경험에서 비롯된다. 이러한 경직성은 현재의 긴급상황에 대한 유연한 대응을 허용하지 않는다. 하버마스는 이것을 정신분석학의 관점에서 본다.
이 담론의 관련 측면은 이성적 의사소통의 기본 조건인 반성적 태도의 채택이다.
그러나 환상에서 자유롭다는 주장은 변화에 관여하기 위해서라면 자기 분석의 차원을 내포하고 있다. 가장 다루기 힘든 환상은 분명 우리의 잠재의식 속에 내재되어 있다.
3. 서술적 담론은 이해에 도달하는 바로 그 수단인 (언어적) 표현의 수단에 초점을 맞춘다. 합리성은 타당성 주장을 전달하기 위해 사용되는 의사소통 시스템의 문법에 의문을 제기하려는 의지를 포함해야 한다. 시각 언어가 주장을 내세울 수 있는지에 대한 문제는 하버마스에 의해 제기되지 않았다. 언어는 당신이 반성할 수 있는 어떤 의사소통 행동으로도 넓게 정의되지만, 그것은 하버마스의 주장에서 우선시되는 언어적 담론이다. 언어적 언어는 확실히 그의 인간 행동모델에서 두드러진 위치를 가지고 있다. 의사소통의 경구적 맥락은 상대적으로 거의 연구되지 않았고 구술적 형태와 문학적 형태의 구별은 의사소통 행동 이론에서 이루어지지 않았다.
이 제도가 정착하면서  대부분의 기업은 구성원들의 동기부여에 의해 추진되지 않는다. 자발적인 의견의 프로세스와 의지 형성의 관료적인 무력화와 건조는 공학적인 대량 충성의 범위를 확대하고 삶의 구체적인 정체성 형성 콘텍스트로부터 정치적 의사결정을 분리하는 것을 용이하게 한다.
이 시스템은 문화적 영역에서 정당한 것을 보상하거나 강요함으로써 실현되고 있다. 그러한 대중의 후원의 조건은 문화 분야에서 이용 가능한 것으로 추정되는 자유를 눈에 보이지 않게 부정한다.

## 반응
의사소통 행위 이론은 1986년에 출판된 비판적인 에세이 모음의 주제였다. 1989년에 쓴 철학자 톰 록모어는 의사소통의 행동 이론이나 하버마스의 초기 작품인 지식과 인간의 관심사가 하버마스의 작품들 중 가장 중요한 것인지 불분명하다고 말했다. 소통행동론은 사회이론가들과 철학자들의 많은 반응을 불러일으켰으며, 1998년 국제사회학회는 노르베르트 엘리아스의 문명화 과정(1939년)에 이어 20세기 여덟 번째로 중요한 사회학 서적으로 선정되었으나 탤콧 파슨스의 사회활동 구조에는 앞서 있다.

## 같이 보기
- 빌헬름 폰 훔볼트

## 참조
- 논증윤리
- 소통행동
- 의사소통 합리성
- 푸코-하버마스 논쟁
- 합리성
- 합리성과 힘
- 빌헬름 폰 훔볼트

## 참고 문헌
- 풀트너, 바바라 (2011), 〈소개; 커뮤니케이션 조치 및 공식 실용주의〉,   풀트너, 바바라, 《위르겐 하버마스: 주요 개념》 (도서), 더럼: 어큐먼, 1–12, 54–73쪽, ISBN 978-1-84465-237-2
- 하버마스, 위르겐 (1996) [1992]. 《사실과 규범 사이: 법과 민주주의의 담론 이론에 대한 기여》 (도서). 윌리엄 레그 번역. 케임브리지: MIT 프레스. ISBN 0-262-08243-8.
- 하버마스, 위르겐 (1990) [1983]. 《도덕적 의식과 소통행동》 (도서). 크리스찬 렌하르트(Christian Lenhardt)와 쉬리 웨버 니콜센(Shierry Weber Nicholsen)이 번역했다.  토마스 A의 소개 매카시. 캠브리지: MIT 프레스. ISBN 0-262-58118-3.
- 하버마스, 위르겐 (1984) [1981]. 《소통행동론, 제1권 : 사회이성과 합리화》 (도서). 토마스A 매카시가 번역했다. 보스톤: 비콘 프레스. ISBN 978-0-8070-1507-0.
- 하버마스, 위르겐 (1987) [1981]. 《커뮤니케이션 활동 이론, 제2권: 라이프월드 및 시스템: 기능주의적 이유의 비판》 (도서). 토마스A 매카시가 번역했다. Boston, Mass.: 비콘 프레스. ISBN 0-8070-1401-X.
- 하버마스, 위르겐 (1988) [1970]. 《사회과학의 논리에 관하여》 (도서). 시어리 웨버 니콜슨과 제리 A가 번역했다. 캠브리지: MIT 프레스. ISBN 0262581043.
- 잉그램, 데이빗 (2010). 《하버마스: 소개 및 분석》 (도서). 뉴욕주 이타카.: 코넬 대학교 출판부. ISBN 978-0-8014-7601-3.
- 펜스키, 맥스 (2011), 〈역사적, 지적 맥락〉,   풀트너, 바바라, 《위르겐 하버마스: 주요 개념》 (도서), 더럼: 어큐먼, 54–73쪽, ISBN 978-1-84465-237-2
- 록모어, 톰 (1989). 《하버마스 역사 유물론》 (도서). 블루밍턴: 인디애나 대학교 출판부. ISBN 0-253-32709-1.
- 스펙터, 매튜 G (2010). 《하버마스: 지적 전기》 (도서). 뉴욕: 케임브리지 대학 출판부. ISBN 978-0-521-73831-6.